# Alexander Gennadjewitsch Kusnezow
Alexander Gennadjewitsch Kusnezow (russisch Александр Геннадьевич Кузнецов; englische Transkription Alexander Kuznetsov; * 1. November 1973 in Moskau) ist ein russischer Mathematiker, der sich mit algebraischer Geometrie beschäftigt.
Kusnezow studierte ab 1990 an der Lomonossow-Universität in Moskau, wo er 1995 seinen Abschluss machte. Danach folgte ein Promotionsstudium an der Lomonossow und der Unabhängigen Universität Moskau mit der Promotion 1998 (Vector bundles on Fano threefolds, instantons and birational transforms). Als Post-Doc war er am Institut für Probleme der Informationsübertragung in Moskau. Ab 2002 forschte er am Steklow-Institut. Er ist am französisch-russischen Laboratoire J-V. Poncelet in Moskau. Er unterrichtet auch an der Unabhängigen Universität Moskau. Kusnezov ist Professor und korrespondierender Mitglied der Russischen Akademie der Wissenschaften. Anfang 2021 wurde er wegen seiner Beteiligung an den Protesten für die Freilassung von Alexei Nawalny verhaftet, angeklagt und zu einer Geldstrafe verurteilt.
2008 erhielt er den EMS-Preis für fundamentale Beiträge in birationaler projektiver Geometrie (homologische Lefschetz Zerlegungen, homologische projektive Dualität, kategorielle Auflösung von Singularitäten), Darstellungstheorie, homologischer Algebra, mathematischer Physik und nichtkommutativer Geometrie. In der algebraischen Geometrie befasst er sich unter anderem mit Spiegel-Symmetrie und Fano-Varietäten.
2009 erhielt er einen der vier Preise für die besten Nachwuchswissenschaftler vom russischen Präsidenten. 2005 war er einer der Gewinner des russischen Deligne Wettbewerb (von Pierre Deligne für junge Wissenschaftler in Russland initiiert). 2022 hielt er einen Plenarvortrag auf dem Internationalen Mathematikerkongress (Homological algebraic geometry).
Die Kusnetsov-Spurformel der Zahlentheorie stammt nicht von ihm, sondern von dem russischen Mathematiker Nikolai Wassiljewitsch Kusnezow (1939–2010).